# Mitsubishi Ki-15
Разведчик Р-97 Сухопутных войск Императорской Японии  (яп.  Рикугун кюнанасики сирэйбу-тэйсацуки/Мицубиси Ки. дзюго) (оперативно-тактический разведчик образца Девяносто семь Сухопутных войск/Ки. 15 Мицубиси) — одномоторный скоростной цельнометаллический разведчик Императорской Японии 1930-х гг. Разработан в авиационном КБ Мицубиси под руководством Т. Кубо. Первый опытный полет выполнен весной 1936 г., машина принята на вооружение Сухопутных войск и ВМС (Р-97/98) в конце 1937 г. Условное обозначение ВВС РККА — Р-97, англо-американских ВВС — Бабс (Babs).

## История
В середине 1930-х годов авиация Сухопутных войск Императорской Японии имела на вооружении три типа фронтовых разведчиков, также способных выполнять функции самолётов связи и штурмовой авиации для непосредственной поддержки войск. После начала интервенции в Китай эти машины успешно выполняли возложенные на них задачи. ГУ авиации Сухопутных войск считало необходимым создание специализированной машины оперативно-тактической разведки с большой скоростью, дальностью и высотой полёта.

### Тактико-техническое задание
Летом 1935 года ГУ авиации Сухопутных войск выдали КБ Мицубиси тактико-техническое задание на проектирование опытного разведчика с характеристиками: 
- мощность 700 - 800 л.с.
- максимальная скорость — 450 км/ч на высоте 3 км
- продолжительность полёта — один час на максимале при дальности 400 км
- взлётный вес до 2,4 т
- экипаж — два человека (лётчик и летнаб)
- Вооружение — кормовой турельный пулемёт
- Радио- и фотовооружение[2].

### Проектирование
Уже в ходе проектирования ГУ авиации Сухопутных войск изменило первоначальные требования, поставив задача увеличить дальность для возможности ведения оперативно-стратегической разведки, что неизбежно привело к увеличению запаса топлива и взлётной массы.
После одобрения проекта завод Мицубиси-Нагоя начал сборку первой опытной машины под шифром Ки. 15, которая была поднята воздух с заводского аэродрома через пять месяцев, весной 1936 года. Заводские испытания показали соответствие машины расчётным характеристикам, и превосходство по многим параметрам. При этом отмечался плохой обзор на взлёте и посадке и тенденция к сваливанию в вираже. Заказчик счёл возможным дождаться устранения недостатков, но машина была принята на вооружение как Р-97. Фирме "Мицубиси" было заказано серийное производство машины. Первый серийный самолёт был поставлен в мае 1937 года. 

### В авиации ВМС
Высокая эффективность применения Р-97 в авиации Сухопутных войск привлекла серьёзное внимание авиации ВМС. В 1938 году ГУ авиации ВМС заказало партию в 20 машин второй модификации с силовой установкой КБ Мицубиси. Машина была принята на вооружение авиации ВМС в 1938 г. под строевым шифром Р-98. В 1940 году было дозаказано ещё 30 разведчиков второй модификациим.

### Гражданское применение

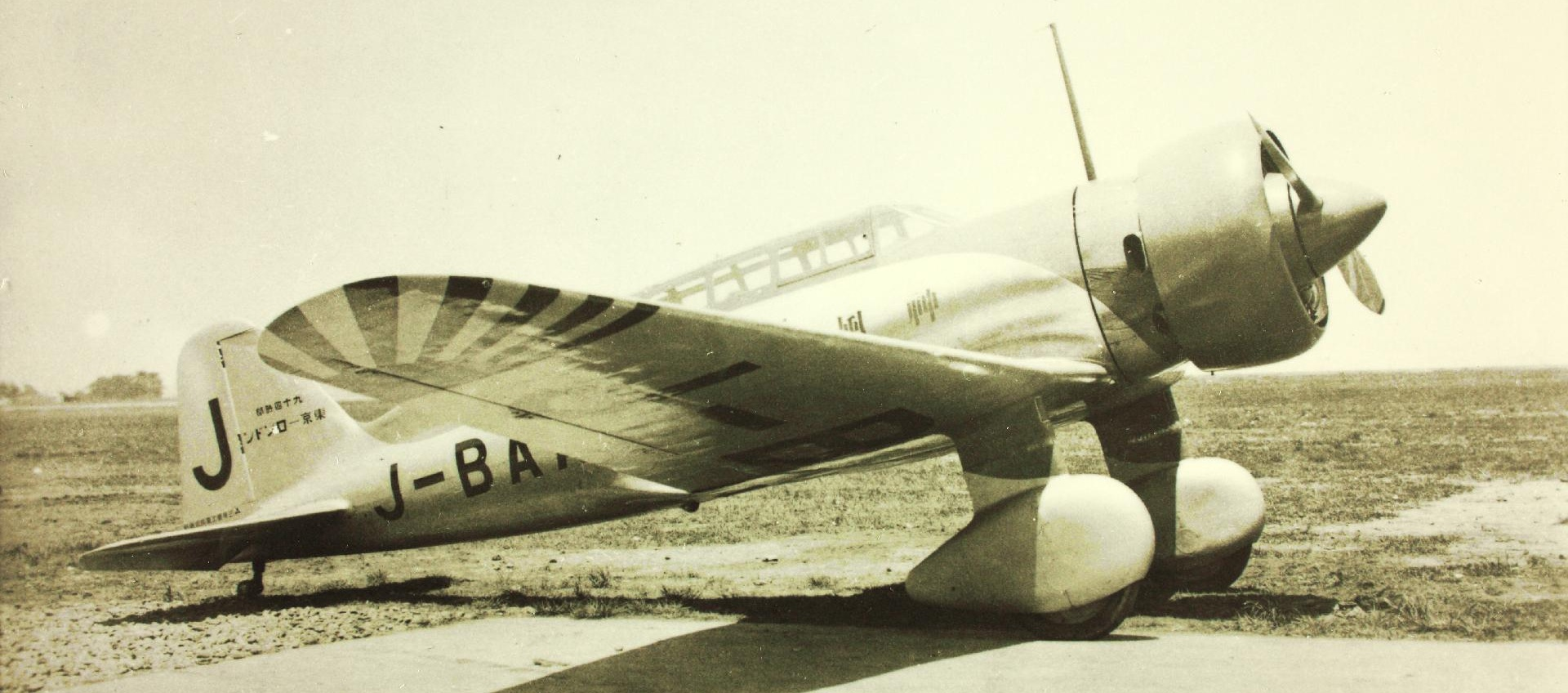
Рекламный ЛА Камикадзэ (1937 г.)

Во время испытаний редакция газеты Асахи получила разрешение приобрести вторую машину весной 1937 года. Самолёт получил гражданскую регистрацию и собственное наименование Камикадзэ (заводской шифр Ки. 17), отличаясь также отсутствием фото- и стрелкового вооружения. Редакция Асахи планировала использовать дальнюю машину для организации визита императорской семьи на коронацию Георга VI, обратным рейсом доставив фотоальбомы церемонии.
Машина Камикадзэ  стала первой, совершившей перелёт из Японии в Европу. Двухдневный перелёт до Лондона состоялся весной 1937 г. по маршруту Тайвань-Вьетнам-Лаос, далее Индия-Пакистан-Ирак, откуда Греция-Италия. 6-9 апреля машина преодолела 15,5 тыс. км за 94 ч. 18 мин. при средней скорости 163 км/ч. Чистое лётное время составило 51 час 17 мин. Через несколько дней на вернувшемся через Париж самолёте на коронацию в Лондон вылетел принц Ясухито с супругой. Этот перелёт продемонстрировал всему миру возросший уровень японской авиации.

## Серийное производство
Серийный выпуск вёлся в 1937-40 годах авиазаводом Мицубиси-Нагоя. Всего вместе с опытными изготовлено 490 машин. На вооружение Сухопутных войск передано 439 Р-97, ещё 50 машин передано авиации ВМС (Р-98).

## Боевое применение
Высокие характеристики машины подтвердились после начала боевых действий против Гоминьдана. Скорость и высота полета позволяла успешно действовать в тыловой глубине, обеспечивая данные фоторазведки, уходя при этом от всех китайских истребителей. В тылу разведчики Р-97 фотографировали аэродромы, железнодорожные узлы, порты, промышленные объекты, скопления войск Гоминьдана. До 1943 года Р-97 и Р-98 также активно применялись на Тихом океане и в Юго-Восточной Азии -Малайе, Бирме, на Филиппинах.
Слабое оборонительное вооружение, отсутствие брони и протектора бензобаков не оставляли машинам 1930 гг. шансов выжить при встрече с новыми истребителями противника. После вывода из боевых частей Р-97 использовались в качестве машин связи или учебно-боевых. В конце войны самолеты были задействованы в боях, уже в качестве экипажей для пилотов «камикадзе»: на некоторых машинах монтировались подфюзеляжные бомбодержатели для таранных ударов.

## Конструкция
Одномоторный цельнометаллический моноплан классической схемы. Экипаж 2 человека.

### Фюзеляж
Фюзеляж типа полумонокок выполнен как единая секция без разъемов. Поперечное сечение – неправильный эллипс с расширением книзу. Силовой каркас продольный: четыре коробчатых лонжерона со стрингерами, поперечный - коробчатые шпангоуты. Шпангоуты крепятся к лонжеронам. Обшивка фюзеляжа несущая гладкая, клепка впотай. Кабина экипажа общая с переходящим в гаргрот откидывающиеся вправо фонарем. Летчик и летнаб в кабине разделены топливным баком.

### Крыло
Крыло свободнонесущее низкорасположенное двухлонжеронное. Конструктивно состоит из центроплана и двух отъёмных консолей. Консоли трапециевидные в плане с закругленными законцовками. Силовой каркас центроплана и консолей аналогичен. Продольный набор — два двутавровых ферменных лонжерона, состоящих из угловых профилей, стенок, стоек и подкосов коробчатого сечения. Поперечный набор — нервюры коробчатого сечения, двутавровые из катанных профилей. Обшивка крыла работающая гладкая, крепится к каркасу при помощи потайной клепки. Консоли стыковались с центропланом в плоскости стоек шасси. Механизация крыла — под центропланом установлен посадочный щиток с гидроприводом. На задней кромке крыла подвешены элероны с осевой компенсацией.

### Оперение
Хвостовое оперение свободнонесущее классической схемы. Конструкция аналогична конструкции крыла. Киль жёстко интегрирован в конструкцию фюзеляжа. В верхней части руля направления установлен роговый компенсатор. Руль направления единственный агрегат на самолёте с полотняной обшивкой. Стабилизатор неподвижный. Рули высоты снабжены триммерами.

### Шасси
Шасси жёсткое трёхопорное с поворотным костылем. Стойки и костыль имеют воздушно-масляные амортизаторы. Для уменьшения аэродинамического сопротивления стойки и колёса закрыты обтекателями.

### Силовая установка
Поршневой звездообразный авиадвигатель Д-8 КБ Накадзима (воздушного охлаждения, 9 цил., 640 л.с.). Для уменьшения вибрации двигатель крепится трубчатой стальной мотораме в носовой части через резиновые демпферы. Воздушный винт металлический двухлопастный фиксированного шага. Двигатель запускается от автостартера через храповик в коке винта. Запас топлива в шести баках: четыре в центроплане, один за противопожарной перегородкой между двигателем и кабиной (рядом с маслобаком), один в кабине экипажа.

### Вооружение
Турельный оборонительный АП-89 7,7 мм в задней части кабины. При стрельбе задняя часть фонаря сдвигается по направляющим.

## Модификации

### Р-97 Сухопутных войск
- Первая – с двигателем Д-8
- Вторая - с двигателем Д-25. За счёт нового капота меньшего диаметра улучшен обзор. Первый полёт лето 1938 г., начало производства осень 1939 г. Две машины в гражданском варианте переданы редакции газеты Асахи.
- Третья - с двигателем Д-102 КБ Мицубиси (1050 л.с.). Максимальная скорость с трёхлопастным ВИШ 530 км/ч. Изготовлено две опытных машины, в серию не потшла[2].

### Р-98 ВМС
- Первая - с двигателем Св. Звезда КБ Мицубиси
- Вторая - с двигателем Процветание КБ Накадзима (950 л.с.) и трёхлопастным ВИШ[2].

### Самолеты ГА
- Ветер богов  (яп.  Камикадзэ) (J-BAAI) — рекламный дальний ЛА для европейских рейсов

Для организации регулярного воздушного сообщения между крупными центрами Азии и Европы. весной 1937 г. Сухопутные войска передало Японским авиалиниям Р-97 для регулярных рейсов Токио-Лондон. В соответствии с традицией именования дальних рейсов ГА по названиям ветров, по решению принца Нарухико, новому ЛА было присвоено имя Ветер богов  (яп.  Камикадзэ).. 
- Утренний ветер  (яп.  Асакадзэ) — (J-BAAL)- рекламный дальний ЛА газеты Асахи

## Характеристики
| Первая модификация             |                     |               |
| Характеристики                 |                     |               |
| Технические                    |                     |               |
| Экипаж                         | 2 чел.              |               |
| Длина                          | 8,7 м               |               |
| Размах (площадь крыла)         | 12 м (20,4 м²)      |               |
| Высота                         | 3,4 м               | 3,4 м         |
| Взлётная (сухая) масса         | 2,3 т (1,4 т)       | 2,3 т (1,4 т) |
| Силовая установка              |                     |               |
| Двигатель                      | Д-8                 |               |
| Объём                          | 33 л                |               |
| Мощность                       | 640 л. с.           |               |
| Тяговооружённость              | 0,3 л. с./кг        |               |
| Лётные                         |                     |               |
| Максимальная (крейс.) скорость | 480 км/ч (320 км/ч) |               |
| Нагрузка на крыло              | 100 кг/м²           |               |
| Скороподъёмность               | 12,4 м/с            |               |
| Потолок                        | 11,4 км             |               |
| Дальность                      | 2,4 тыс. км         |               |
| Вооружение                     |                     |               |
| Стрелковое                     | турельное АП-89     |               |